# Penimbung
Penimbung is een bestuurslaag in het regentschap West-Lombok van de provincie West-Nusa Tenggara, Indonesië. Penimbung telt 5850 inwoners (volkstelling 2010).